# María Conejo
Aura María Vázquez Lozada, conocida como María Conejo (Cuautla, Morelos; 1988), es una artista visual mexicana y co-fundadora de la enciclopedia Pussypedia.

## Trayectoria
María Conejo es egresada de la Escuela de Diseño del Instituto Nacional de Bellas Artes y Literatura en México. Su propuesta artística por medio del dibujo y la ilustración gira en torno a la presencia del cuerpo femenino, su exploración y placer a partir una perspectiva libre de estereotipos.  Además, la ilustradora plantea representaciones de cuerpos femeninos como protagonistas de sus propias narrativas desde la resistencia y la reivindicación respecto a lo que dicta la sociedad sobre cómo debe de lucir un cuerpo.
Ha colaborado como ilustradora con diversas organizaciones feministas en la defensa de los derechos humanos a nivel nacional e internacional, además de participar en proyectos enfocados en la erradicación de la violencia de género. Su trabajo ha sido publicado en The Washington Post, Revista de la Universidad, Tierra Adentro, Gatopardo, Vice, etc. Ha exhibido sus obras en ferias y galerías de arte en Latinoamérica, Estados Unidos y Europa.
En 2021 presentó su exposición individual Fuego interno, fuego eterno, en la Galería Machete en la Ciudad de México.
En conjunto con la periodista estadounidense Zoe Mendelson desarrolló Pussypedia como una plataforma digital como una opción frente a la mala información y desinformación sobre la salud y el placer de la sexualidad femenina.
En 2022, realizó una residencia en el Centro Cultural Clavijero con una obra en gran formato como parte de una exposición colectiva.

## Reconocimientos
- Beca nacional Jóvenes Creadores (2014 y 2016) Fondo Nacional para la Cultura y las Artes.
- Primer lugar en la 10.ª Bienal Nacional de Diseño (2019), categoría profesional de diseño socialmente responsable con contenido social o participativo.[11]

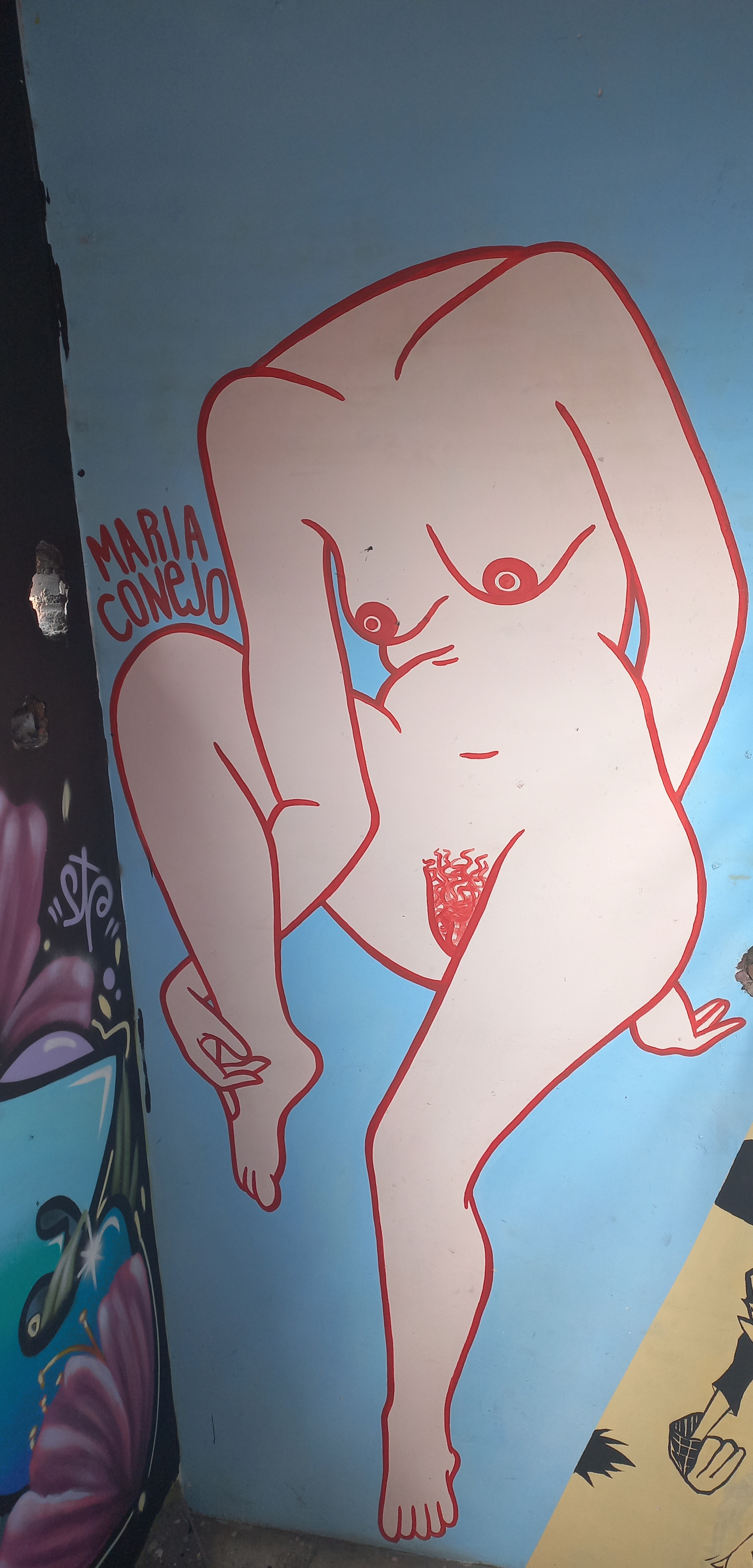
Mural en Atea, CDMX